# Orbec
Orbec – miejscowość i gmina we Francji, w regionie Normandia, w departamencie Calvados.
Według danych na rok 1990 gminę zamieszkiwały 2642 osoby, a gęstość zaludnienia wynosiła 261 osób/km² (wśród 1815 gmin Dolnej Normandii Orbec plasuje się na 72. miejscu pod względem liczby ludności, natomiast pod względem powierzchni na miejscu 498.).